# Taeksi Woonjunsa
Taeksi Woonjunsa (bra: O Motorista de Táxi) é um filme de drama coreano de 2017 dirigido e escrito por Jang Hoon e Eom Yu-na. Foi selecionado como representante de seu país ao Oscar de melhor filme estrangeiro em 2018.

## Elenco
- Song Kang-ho - Kim Man-seob
- Yoo Hae-jin - Hwang Tae-sool
- Ryu Jun-yeol - Jae-sik
- Park Hyuk-kwon - Choi
- Uhm Tae-goo
- Yoo Eun-mi - Eun-jeong
- Choi Gwi-hwa
- Cha Soon-bae
- Han Sung-yong
- Lee Bong-ryun
- Jung Suk-yong
- Kim Kang-hyun
- Ryoo Seong-hyeon